# Oslo Spektrum
Oslo Spektrum – hala widowiskowo-sportowa położona w centrum Oslo w Norwegii. Została otwarta w 1990 roku i pierwotnie miała być domową halą drużyn hokejowych Vålerenga i Furuset, które jednak po kilku latach zrezygnowały z jej użytkowania.
Pojemność Oslo Spektrum wynosi 9.700, przez co spotyka się z krytyką, iż jest zbyt mała na popularne wydarzenia (było to najbardziej widoczne w przypadku koncertu Bruce’a Springsteena w 2007 roku, na który bilety zostały wyprzedane w mniej niż 10 minut).
W budynku odbyły się gale Nordic Music Awards, koncert z okazji przyznania Pokojowej Nagrody Nobla, Spellemannprisen (norweskie Grammy), a także wydarzenia z serii Disney on Ice. W 1996 roku w hali miał miejsce 41. Konkurs Piosenki Eurowizji.
Wśród artystów, którzy wystąpili w arenie są m.in.: Cher, Shakira, Sophie Ellis-Bextor, Oasis, Frank Sinatra, Roxette, Celine Dion, Gwen Stefani, Anastacia, Children of Bodom, In Flames, Iron Maiden, Metallica, Dream Theater, Shania Twain, Sissel, Eminem, Westlife, Elton John, Robbie Williams, Guns N’ Roses, Paul McCartney, Tina Turner, Ozzy Osbourne, Slayer, Bob Dylan, The Cure, Britney Spears, Kylie Minogue, Marcus and Martinus i Muse. Oslo Spektrum była również pierwszą halą, w której, jako kwartet, wystąpił zespół Spice Girls.
Oslo Spektrum znana jest z niebieskich i czerwonych koszulek noszonych przez pracowników. Niebieskie należą do ochrony, a czerwone do członków obsługi.